# Saif Saaeed Shaheen
Saif Saaeed Shaheen, geboren als Stephen Cherono (Keiyo, 15 oktober 1982) is een Qatarees atleet en wereldkampioen op de 3000 m steeple. Op dit onderdeel is hij tevens wereldrecordhouder. Op 12 augustus 2003 veranderde hij zijn naam van Stephen Cherono in Saif Saaeed Shaheen.

## Loopbaan
Shaheen is geboren in Kenia, maar werd door het Qatarese IOC met enkele andere topsporters uit diverse sportdisciplines "gekocht". Dit ging gepaard met een flinke uitgave voor zowel de bonden van het land van herkomst van de sporter als de sporter zelf, die eveneens een vast salaris kreeg. Shaheen komt ook officieel uit voor Qatar tijdens wereldkampioenschappen en de Olympische Spelen.
In 1999 werd hij wereldkampioen junioren op het onderdeel 2000 m steeple. Twee jaar later behaalde hij dezelfde titel, maar dan op de 3000 m steeple. Hij was de eerste juniorenatleet die dit onderdeel volbracht binnen de acht minuten.
Sinds medio 2006 kampte Saif Saaeed Shaheen met een ernstige blessure aan zijn rechterknie. Daardoor miste hij onder andere de wereldkampioenschappen van 2007 en de Olympische Spelen van 2008. In maart 2008 onderging de steeplespecialist ten slotte een succesvolle operatie in Duitsland, waarna hij eind november 2008 genezen werd verklaard.

## Titels
- Wereldkampioen 3000 m steeple - 2003, 2005
- Aziatisch indoorkampioen 3000 m - 2006
- Keniaans kampioen 3000 m steeple - 2002
- Wereldkampioen junioren B 2000 m steeple - 1999

## Persoonlijke records
Baan
| Onderdeel      | Prestatie           | Datum            | Plaats            |
| -------------- | ------------------- | ---------------- | ----------------- |
| 1500 m         | 3.33,51             | 3 september 2006 | Berlijn           |
| 2000 m         | 5.03,06             | 17 juni 2001     | Villeneuve-d'Ascq |
| 3000 m         | 7.32,46             | 8 mei 2009       | Doha              |
| 2 Eng. mijl    | 8.18,80             | 7 augustus 1999  | Londen            |
| 5000 m         | 12.48,81            | 12 juni 2003     | Ostrava           |
| 2000 m steeple | 5.14,53             | 13 mei 2005      | Doha              |
| 3000 m steeple | 7.53,63 (ex-WR; AR) | 3 september 2004 | Brussel           |

Weg
| Onderdeel | Prestatie | Datum           | Plaats     |
| --------- | --------- | --------------- | ---------- |
| 10 km     | 28.05     | 24 oktober 2010 | Portsmouth |
| 15 km     | 43.22     | 24 oktober 2010 | Portsmouth |

Indoor
| Onderdeel | Prestatie | Datum            | Plaats  |
| --------- | --------- | ---------------- | ------- |
| 3000 m    | 7.39,77   | 11 februari 2006 | Pattaya |

## Palmares

### 1500 m
- 2003:  Aziatische kamp. - 3.42,79

### 3000 m
- 2006:  WK indoor - 7.41,28
- 2006:  Aziatische indoorkamp. - 7.39,77

### 5000 m
- 2003:  Aziatische kamp. - 13.58,92
- 2006:  Wereldbeker - 13.35,30

### 2000 m steeple
- 1999:  WK B-junioren - 5.31,89

### 3000 m steeple
- 2001:  Grand Prix Finale - 8.18,85
- 2001:  Goodwill Games - 8.19,98
- 2002:  Gemenebestspelen - 8.19,41
- 2002:  Afrikaanse kamp. - 8.23,85
- 2003:  WK - 8.04,39
- 2003:  Wereldatletiekfinale - 7.57,38
- 2004:  Wereldatletiekfinale - 7.56,94
- 2005:  WK - 8.13,31
- 2006:  Wereldbeker - 8.19,09

### 10 Engelse Mijl
- 2010:  Great South Run – 46.37

### veldlopen
- 2004: 5e WK (korte afstand) - 11.44
- 2005: 4e WK (korte afstand) - 11.42
- 2005: 8e WK (lange afstand) - 35.53
- 2006: 9e WK (korte afstand) - 11.08
- 2006: DNS WK (lange afstand)
- 2009: 13e WK - 35.28

### Golden League-podiumplekken
1500 m
- 2006:  ISTAF – 3.33,51

5000 m
- 2006:  Golden Gala – 12.51,98

3000 m steeple
- 2001:  Memorial Van Damme – 7.58,66
- 2002:  Herculis – 7.58,10
- 2002:  Weltklasse Zürich – 8.05,14
- 2003:  Meeting Gaz de France – 8.06,41
- 2003:  Weltklasse Zürich – 8.02,48
- 2003:  Memorial Van Damme – 8.00,06
- 2004:  Weltklasse Zürich – 8.00,60
- 2004:  Memorial Van Damme – 7.53,63
- 2005:  Golden Gala – 7.56,34
- 2005:  Weltklasse Zürich – 8.02,69
- 2005:  Memorial Van Damme – 7.55,51
- 2006:  Weltklasse Zürich – 7.56,54
- 2006:  Memorial Van Damme – 8.04,32

1983 Patriz Ilg ·
1987 Francesco Panetta ·
1991 Moses Kiptanui ·
1993 Moses Kiptanui ·
1995 Moses Kiptanui ·
1997 Wilson Boit Kipketer ·
1999 Christopher Koskei ·
2001 Reuben Kosgei ·
2003 Saif Saaeed Shaheen ·
2005 Saif Saaeed Shaheen ·
2007 Brimin Kipruto ·
2009 Ezekiel Kemboi ·
2011 Ezekiel Kemboi ·
2013 Ezekiel Kemboi ·
2015 Ezekiel Kemboi ·
2017 Conseslus Kipruto ·
2019 Conseslus Kipruto ·
2022 Soufiane El Bakkali ·
2023 Soufiane El Bakkali